# Drosera patens
Drosera patens ist eine fleischfressende Pflanzenart aus der Gattung Sonnentau. Sie gehört zu den Zwergsonnentauen und wurde 2007 von Allen Lowrie und John Godfrey Conran erstbeschrieben.

## Beschreibung
Drosera patens ist eine kleine, ausdauernde, krautige Pflanze mit feinem, faserförmigen Wurzelwerk. Die rosettenförmig wachsende Art erreicht einen Durchmesser von 18 bis 25 Millimeter und eine Höhe von 2 bis 5 Millimeter.
Die Blattstiele sind annähernd linear, zur Mitte hin schwach verbreitert, im Querschnitt stark abgeflacht-eiförmig, 5 bis 8 Millimeter lang, 0,5 bis 0,7 Millimeter breit, am äußersten Punkt auf 0,2 bis 0,5 Millimeter verjüngt und mit zahlreichen, winzigen Drüsen besetzt. Die Blattspreiten sind schmal eiförmig bis elliptisch oder umgekehrt eiförmig, 1,8 bis 3 Millimeter lang und 1,3 bis 2,5 Millimeter breit. Am Ansatz sind die Blätter grün, zum Ende hin werden sie rötlich. Die aus Nebenblättern gebildete, mit Härchen besetzte Knospe ist eiförmig gefranst, 5 bis 6,5 Millimeter hoch und 5 bis 5,5 Millimeter im Durchmesser. Das einzelne Nebenblatt ist 4 bis 4,5 Millimeter lang und 3 bis 4 Millimeter breit, dreilappig, der Mittellappen ist in drei Abschnitte geteilt, der mittlere mit ein bis zwei Schlitzblättchen, die seitlichen Lappen mit zwei bis drei Schlitzblättchen.
Die Blütenstandsachse ist mit Blütenstand 25 bis 50 Millimeter, ohne 10 bis 20 Millimeter lang und mit gestielten Drüsen besetzt. Der Blütenstand ist ein Wickel, die Blütenstiele sind 1,5 bis 2 Millimeter lang und verlängern sich bei der Reifung der Frucht auf bis zu 6 Millimeter. Die Tragblätter sind ahlenförmig und mit Drüsenhaaren besetzt. An den Blütenständen stehen sechs bis vierzehn Blüten. Die 1,5 bis 2 Millimeter langen und 0,6 bis 0,8 Millimeter breiten Kelchblätter sind schmal eiförmig bis eiförmig. Die keilförmigen Kronblätter sind weiß mit rötlicher Mittelrippe, 3 bis 3,8 Millimeter lang und 1,8 bis 2,8 Millimeter breit.
Die Staubbeutel sind rot, Pollen gelb. Der Fruchtknoten ist umgekehrt-eiförmig, 1,2 Millimeter lang und mit 0,7 Millimeter Durchmesser. Die drei bis vier Narben sind nierenförmig und dunkelrot.
Die im Zentrum der Rosette gebildeten Brutschuppen sind eiförmig, am Ansatz dreilappig, am Ende spitz zulaufend, 1,5 Millimeter lang, 0,9 Millimeter breit und 0,2 Millimeter dick.

Verbreitung von D. patens in Australien

## Verbreitung, Habitat und Status
Drosera patens wächst an nur vier Standorten im südwestlichen Western Australia nahe Perth in einem Gebiet von etwas über 20 km² nahe dem Lake Gnangarra. Eine riesenwüchsige Form aus dem Gebiet 15 Kilometer südlich von Perth ist durch Landerschließungsmaßnahmen ausgestorben. Drosera patens wächst an den Rändern von Sümpfen, Seen und saisonalen Feuchtgebieten.

## Systematik
Im Rahmen seiner Arbeiten über die Zwergsonnentaue hat Allen Lowrie mit Neville Marchant 1992 Exemplare als Unterart von Drosera nitidula eingestuft und beschrieben. Eine zugleich von ihm beschriebene Art Drosera ericksoniae stellte sich jedoch anlässlich einer Revision des Drosera nitidula-Komplexes 2007 als identisch mit dem Holotyp von Diels’ Drosera omissa heraus und wurde daher als Synonym eingestuft. Die von Lowrie und Marchant als Unterart von Drosera nitidula eingestufte Pflanze war jedoch nicht identisch mit Diels Drosera omissa und wurde daher als Drosera patens neu beschrieben, im Dezember 2007 beschrieb Jan Schlauer sie jedoch wiederum als Varietät von Drosera nitidula.